# Kawasaki ZL 600 Eliminator

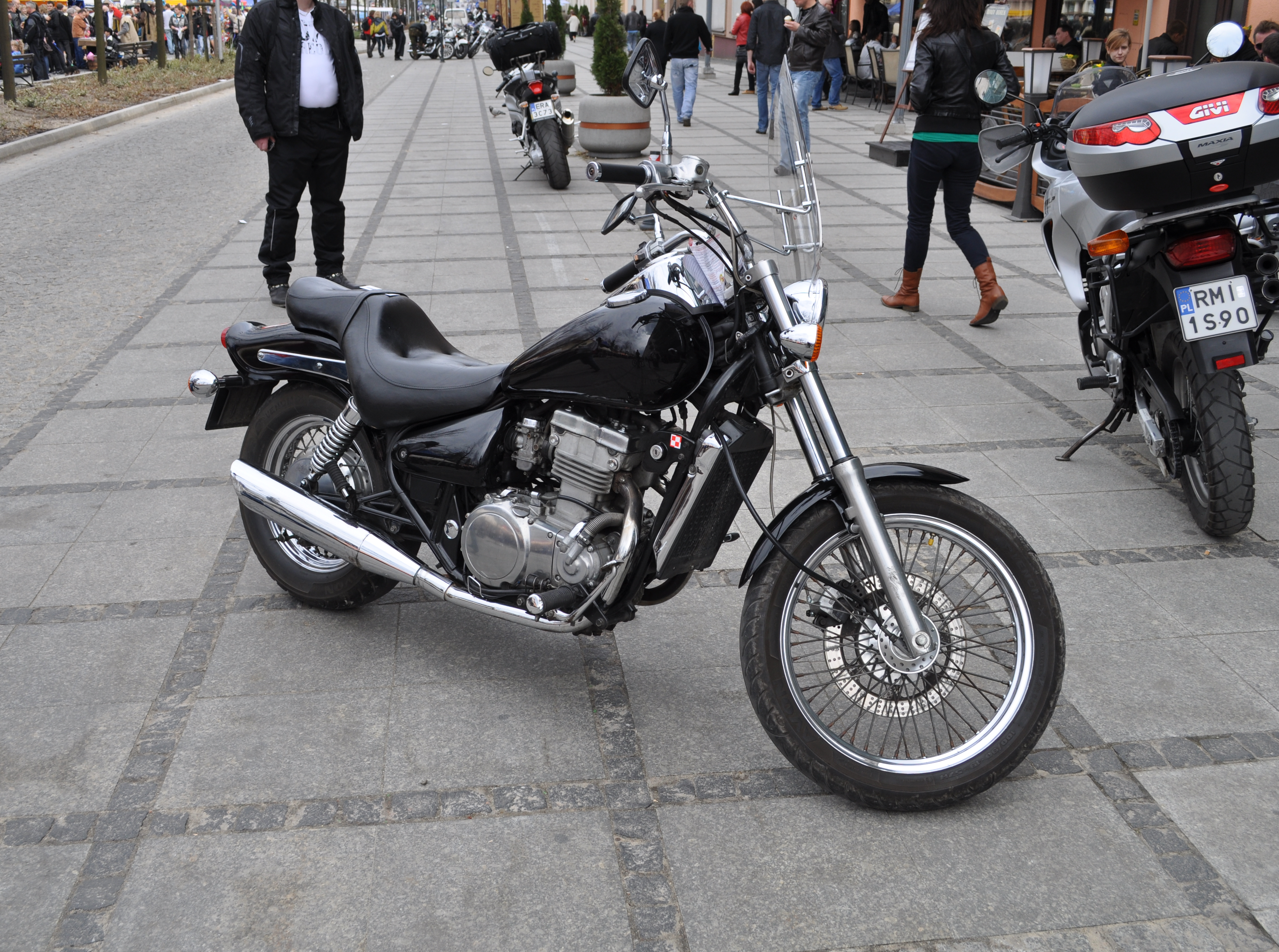
Kawasaki EL 250 Eliminátor

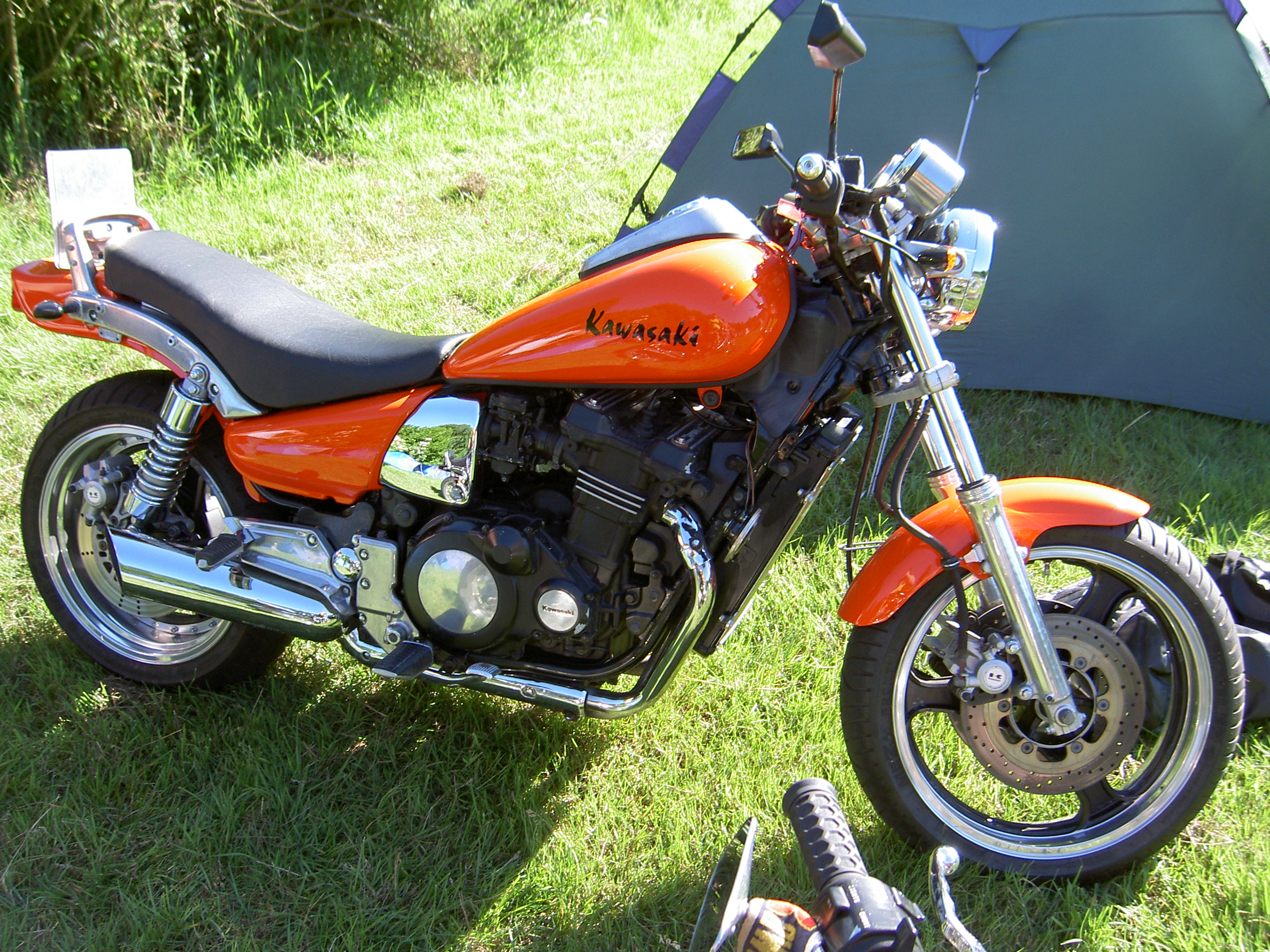
Kawasaki ZL 1000 Eliminator

Kawasaki ZL 600 Eliminátor je čtyřválcový, kapalinou chlazený cruiser. Byl vyráběný v letech 1986-1998 japonskou firmou Kawasaki.

## Historie
Motocykly Kawasaki Eliminator jsou na rozdíl od pro choppery obvyklých vidlicových dvouválců osazeny řadovými kapalinou chlazenými motory původem z modelu GPZ. Větším modelem je Kawasaki ZL1000, resp. ZL 900, menší typy jsou čtyřválec ZL 400, který se nedovážel na evropský trh, řadový dvouválec EL 250 a jednoválec EL 125, oba s pohonem řetězem.

## Technické parametry
- Značka – Kawasaki
- Model – ZL 600
- Rok – 1989
- Rozměry
  - Délka –
  - Výška sedla – 715 mm
- Hmotnost – 209 kg pohotovostní
- Motor
  - Obsah válců – 592 cm³
  - Typ motoru – kapalinou chlazený, čtyřtaktní, řadový čtyřválec, DOHC, 4 ventily na válec
  - Vrtání × zdvih – 60×52,4 mm
  - Kompresní poměr – 11:1
  - Příprava směsi –
  - Startér – elektrický
  - Max. výkon – 54 kW/74 hp (10 500 ot/min)
  - Max. kroutící moment –
- Převodovka
  - Počet převodových stupňů – 6
  - Sekundární pohon – kardanův hřídel
- Pneumatiky a brzdy
  - Rozměr přední pneumatiky – 100/90/R18
  - Rozměr zadní pneumatiky – 150/80/R15
  - Přední brzda – jednokotoučová
  - Zadní brzda – bubnová
- Objem palivové nádrže – 12 litrů
- Max rychlost – 192 km/h